# Bartosz Rożnowski
Bartosz Rożnowski (ur. 10 września 1989) – polski lekkoatleta, płotkarz i sprinter.
Srebrny medalista mistrzostw Polski seniorów (2015) w sztafecie 4 × 400 metrów.
Uczestnik II Igrzysk Europejskich Mińsk 2019 r. (sztafeta 4 x 400 metrów mix)

## Rekordy życiowe
- Bieg na 400 metrów – 48,53 (2015)
- Bieg na 400 metrów przez płotki – 52,01 (2015)